# Labadieville
Labadieville est une census-designated place situé dans la paroisse civile de l'Assomption en Louisiane (États-Unis).

## Histoire
Le lieu s'appelait à l'origine « Labadie Brûlée » et tenait son nom d'un pionnier français :  Jean-Louis L'Abadie.
En 1843, une mission catholique y fut établie et il faut attendre 1848 pour que celle-ci soit organisée en paroisse. L'église Sainte-Philomène est construite en 1888.
Pendant la guerre de Sécession, Labadieville fut le théâtre d'une bataille le 27 octobre 1862 entre l'Armée de l'Union conduite par le général Weitzel d'une part, et un détachement de l'Armée des États confédérés dirigé par le général Alfred Mouton d'autre part.
La congrégation enseignante des Sœurs de l'Immaculée Conception fut fondée à Labadieville par un prêtre français, Cyprien Venissat et une ancienne institutrice, Adélaïde Elvina Vienne. L'habit religieux était constitué d'une simple tunique noire accompagnée d'un scapulaire bleu en l'honneur de la Vierge Marie. Il ne reste aujourd'hui plus que 3 religieuses.